# 金宗瑞
金 宗瑞（キム・ジョンソ、きん そうずい、1383年 - 1453年11月10日（端宗2年10月10日））は、李氏朝鮮前期の武臣・政治家。字は国卿、号は節斎。諡号は忠翼。本貫は順天金氏。世宗が最も寵愛した家臣として知られる。

## 経歴
1382年に、都摠制の金陲の息子として生まれる。1405年に、官職に就く。世宗が即位した、1419年に司諫院右正言になり以後、持平、執義、右副代言を歴任する。1433年、咸吉道都観察使となり、この地に六鎮を切り開き平定に貢献。豆満江まで、国土を拡大。1446年に、議政府の右賛成になる。1451年には、左賛成・知春秋館事になり鄭麟趾らと「高麗史」を編纂。同年10月に、右議政になる。1452年には、「世宗実録」を監修する。また、左議政となり、幼い君主の端宗を補佐することとなる。しかし、王権の強化を目指す首陽大君（後の世祖）、および既に首陽大君側に寝返った鄭麟趾らと対立し1453年に癸酉靖難により、息子共々、惨殺される。そのため、「高麗史」編纂の責任者であったが、編纂者名簿から名前を削られている。死から約240年後の粛宗の時代に復権された。

## 登場する作品
- 「破天舞」（邦題「独裁者への道　首陽大君の野望」）1990年　KBS・イ・スンジェ
- 「韓明澮 〜朝鮮王朝を導いた天才策士〜」1994年　KBS・イム・ドンジン
- 「王と妃」1998年　KBS・チョ・ギョンファン
- 「大王世宗」2008年 KBS・イ・ビョンウク
- 「インス大妃」2011年　JTBC・ハン・インス
- 「王女の男」2011年　KBS・イ・スンジェ
- 「根の深い木」2011年　SBS・チェ・イルファ
- 「観相師」2013年　ジュピターフィルム・ペク・ユンシク